# بخش واباش (شهرستان دارک، اوهایو)
بخش واباش (به انگلیسی: Wabash Township) یک منطقهٔ مسکونی در ایالات متحده آمریکا است که در شهرستان دارک، اوهایو واقع شده‌است.
 بخش واباش ۵۶٫۵ کیلومتر مربع مساحت و ۸۸۷ نفر جمعیت دارد و ۳۰۶ متر بالاتر از سطح دریا واقع شده‌است.